# Sheldon Richardson
Sheldon Alan Richardson (nascido em 29 de novembro de 1990) é um jogador de futebol americano aposentado que jogava como defensive tackle na National Football League (NFL). Ele jogou futebol universitário em Missouri e foi selecionado pelo New York Jets na primeira rodada do Draft da NFL de 2013.

## Primeiros Anos
Richardson nasceu em St. Louis, Missouri em 29 de novembro de 1990, filho de Michael e Zelda Richardson. Ele freqüentou a Gateway Institute of Technology High School em St. Louis, onde ele jogou pelo time de futebol da escola secundária, Gateway Jaguars.
 Ele registrou 88 tackles e 19 sacks, enquanto acrescentou sete recuperações de fumble, cinco fumbles forçados e uma interceptação. Ele também marcou seis touchdowns defensivos no ano, além de adicionar 27 recepções para 541 jardas e oito touchdowns na posição de tight end. Richardson também praticou beisebol, basquete e atletismo na Gateway.
Após sua última temporada, o USA Today reconheceu Richardson como um colegial All-American. Ele foi considerado o melhor defensive tackle e o 4º melhor jogador pelo serviço de classificação de recrutas Rivals.com.
| Nome | Cidade natal                                                              | Médio / superior       | Altura | Peso   | 40‡  | Data de submissão   |
| --- | ------------------------------------------------------------------------- | ---------------------- | ------ | ------ | ---- | ------------------- |
| Sheldon Richardson Defensiva enfrentar | St. Louis, Missouri                                                       | Gateway De Alta Escola | 1.93 m | 132 kg | 4.72 | 12 de Junho de 2007 |
| Sheldon Richardson Defensiva enfrentar | Recrutamento de classificação por estrelas: Scout: Rivais: 247Sports: N/A |                        |        |        |      |                     |
| No geral o recrutamento de classificações: Scout: 4 (DT) Rivais: 4 (DE), 1 (MO) |                                                                           |                        |        |        |      |                     |
| - ‡ Refere-se a 40 jardas - Nota: Em muitos casos, Scout, Rivais, 247Sports, e a ESPN pode entrar em conflito em suas listagens de peso, altura e 40 de tempo. - Nestes casos, a média foi tirada. ESPN notas são em uma escala de 100 pontos. Fontes: - "Missouri Futebol Compromissos". Rivals.com. - "Para 2009, Missouri Futebol De Recrutamento Compromete-Se". Scout.com. - "Scout.com Equipe De Recrutamento Rankings". Scout.com. - "De 2009 Ranking Das Equipas". Rivals.com. |                                                                           |                        |        |        |      |                     |

## Carreira na Faculdade
Richardson frequentou o College of the Sequoias em Visalia, Califórnia por dois anos. Depois de seu segundo ano, ele se transferiu para a Universidade de Missouri, onde jogou pelo time de futebol americano, Missouri Tigers, do treinador Gary Pinkel, em 2011 e 2012. 
Ele anunciou em 30 de novembro de 2012 que entraria no Draft da NFL em vez de terminar seu último ano. 
Ele terminou a temporada empatado em segundo na equipe com 75 tackles, ele foi o lider de tackles defensivos na Conferência do Sudeste. Ele também teve quatro sacks, sete pressões no quarterback e três fumbles forçados.

## Carreira Profissional
Saindo de Missouri, Richardson foi projetado para ser uma escolha primeira rodada por especialistas em recrutamento da NFL e olheiros. Ele recebeu um convite para o Combine e quase completou todos os obstáculos necessários, mas foi incapaz de executar algumas devido a uma lesão no quadril. 
Durante o processo de pré-draft, Richardson citou o Kansas City Chiefs, Miami Dolphins, Oakland Raiders, Jacksonville Jaguars e Seattle Seahawks como as equipes que manifestaram mais interesse. Ele também teve um encontro privado com o Cleveland Browns.
 Ele foi classificado como o segundo melhor defensive tackle no draft pelo analista da NFL, Mike Mayock, e foi classificado como o terceiro melhor defensive tackle pela NFLDraftScout.com.
| Altura                          | Peso   | Comprimento do braço | Tamanho da mão | Corrida de 40 jardas | Corrida de 10 jardas | Corrida de 20 jardas | 20-ss  | 3-cone | Salto Vertical | Amplo  | BP            |
| ------------------------------- | ------ | -------------------- | -------------- | -------------------- | -------------------- | -------------------- | ------ | ------ | -------------- | ------ | ------------- |
| 1.88 m                          | 133 kg | 0.88 m               | 0,27 m         | 5.02 s               | 1.75 s               | 2.91 s               | 4.59 s | 7.33 s | 0,81 m         | 2.95 m | 30 repetições |
| Todos os valores da NFL Combine |        |                      |                |                      |                      |                      |        |        |                |        |               |

### New York Jets
New York Jets selecionou Richardson na primeira rodada (13º escolha geral) do Draft da NFL de 2013. Ele foi o primeiro defensive tackle a ser selecionado no draft.

#### Temporada de 2013
Em 25 de julho de 2013, o New York Jets assinou com Richardson um contrato de quatro anos no valor de US $ 10,05 milhões, que está totalmente garantido e inclui um bônus de assinatura de US $ 5,69 milhões.
Ele foi nomeado como defensive end titular da temporada de 2013. Durante o mês de novembro, Richardson ganhou o prêmio de Novato do Mês, tornando-se o primeiro jogador dos Jets a ganhar desde Mark Sanchez em 2009. Os Jets usaram Richardson como fullback em seis partidas durante a temporada de 2013. Em um jogo da semana 15 contra os Panthers, Richardson tornou-se o primeiro jogador de linha defensiva a marcar um touchdown correndo desde que B. J. Raji o fez no Green Bay Packers em 2011. Ele correu para o segundo touchdown de sua carreira na semana 17 contra o Miami. 
Richardson jogou 16 partidas (foi titular em 15) em 2013, fazendo 78 tackles, um passe defendido, um fumble forçado, 3.5 sacks e 2 touchdowns corridos. 
Em 2 de fevereiro de 2014, foi anunciado que Richardson havia ganhado o prêmio de Defensor do Ano da NFL de 2013, derrotando o linebacker do Buffalo Bills, Kiko Alonso, por uma margem de 4 votos.

#### Temporada de 2014
Em 20 de setembro de 2014, Richardson foi multado em US $ 8.268 por uma briga na endzone durante a semana 2 contra o Green Bay Packers.
 Durante o ano de 2014, Richardson foi titular em todos os 16 jogos fazendo 66 tackles, 8 sacks, 1 passe defendido, 1 fumble forçado e 1 safety forçado. Por seus esforços, ele foi selecionado para o Pro Bowl pela primeira vez em sua carreira.

#### Temporada de 2015
Em 2 de julho de 2015, Richardson foi suspenso pelos quatro primeiros jogos da temporada regular de 2015 devido à falha da política de abuso de substâncias relacionada à maconha. Ele voltou a equipe em 12 de outubro de 2015.
Em 11 de outubro de 2015, Richardson jogou em seu primeiro jogo da temporada e registrou três tackles combinados e foi creditado com metade de um sack no quarterback Kirk Cousins do Washington Redskins em uma vitória por 34-20.
Jogando 11 jogos em 2015, Richardson terminou o ano com 35 tackles, 5 sacks, 2 passes defendidos e 2 fumbles forçados.

#### Temporada de 2016
Em 18 de abril de 2016, os Jets ativaram a opção de quinto ano de Richardson em seu contrato de novato que valeu US $ 8,06 milhões em 2017 e é totalmente garantida. Em 30 de junho, ele foi suspenso em um jogo por violar a política de conduta pessoal em relação à sua prisão no ano anterior.
Depois de cumprir sua suspensão durante a abertura da temporada do New York Jets, ele fez sua estréia na temporada contra o Buffalo Bills e gravou quatro tackles individuais durante a vitória por 37-31. Em 25 de setembro de 2016, Richardson registrou cinco tackles combinados e foi creditado com metade de um sack em Alex Smith,mas os Jets foram derrotados pelo Kansas City Chiefs por 3-24. Durante um confronto na semana 6 contra o Arizona Cardinals, ele conseguiu sete tackles solo, sua melhor marca na temporada, em uma derrota por 3-28. No jogo seguinte, ele almejou seis tackles combinados e fez seu único sack solo da temporada no quarterback Joe Flacco, do Baltimore Ravens, na vitória por 24-16. 
No geral, ele jogou em 15 jogos e terminou com um total de 62 tackles combinados (38 solo), 1,5 sacks, dois passes defendidos e um fumble forçado. Ele jogou 618 snaps (84%) como jogador de linha defensiva e 87 snaps (12%) como linebacker.
Durante toda a temporada, o New York Jets recebeu ofertas para trocar Richardson e fez várias negociações. Durante a semana do Draft da NFL de 2017, eles tiveram discussões com várias equipes que incluíram o Washington Redskins e o Dallas Cowboys sobre a negociação dele.
 Antes do início da temporada de 2017, o New York Jets recebeu ofertas do Dallas Cowboys, Denver Broncos e do Seattle Seahawks. Richardson citou que os Redskins e Seahawks estavam interessados, mas queriam que ele aceitasse um corte salarial, que ele recusou.

### Seattle Seahawks
Em 1 de setembro de 2017, Richardson foi negociado para o Seattle Seahawks por Jermaine Kearse e uma escolha na segunda rodada do Draft da NFL de 2018.
Em sua chegada, ele foi transferido para a posição de defensive tackle em vez da posição de defensive end que ele jogou com os Jets. O treinador principal, Pete Carroll, o nomeou titular como defensive tackle juntamente com Jarran Reed.
Ele fez sua estréia no Seattle Seahawks em uma derrota por 9-17 para o Green Bay Packers, ele registrou quatro tackles individuais. Em 8 de outubro de 2017, Richardson interceptou uma tentativa de passe de Jared Goff e retornou para um touchdown de 20 jardas durante uma vitória por 16-10 sobre o Los Angeles Rams. Durante a semana 13 contra o Philadelphia Eagles, Richardson forçou um fumble no quarterback Carson Wentz na linha de 1 jarda dos Seahawks, impedindo um touchdown dos Eagles e transformando-o em um touchback para Seattle. Durante a semana 14 contra os Jacksonville Jaguars, Richardson foi ejetado pela primeira vez em sua carreira na NFL depois de estar envolvido em uma briga que ocorreu durante os segundos finais do quarto quarto.
Na temporada, ele fez 15 jogos e terminou com um total de 44 tackles combinados (27 solo), 1 sack, 1 passe defendido, 1 interceptação e um fumble forçado.

### Minnesota Vikings
Em 16 de Março de 2018, Richardson assinou um contrato de um ano com o Minnesota Vikings.

### Cleveland Browns
Em 2019, Richards firmou um contrato com os Browns.

### Estatísticas da Carreira

#### Temporada Regular
| Anos  | Time | Jogos | Jogos | Tackles | Tackles | Tackles | Tackles | Tackles | Tackles | Interceptações | Interceptações | Interceptações | Interceptações | Interceptações | Fumbles |
| Anos  | Time | GP    | GS    | Comb    | Total   | Ast     | Sck     | SFTY    | PDef    | Int            | Yds            | Avg            | Lng            | TDs            | FF      |
| ----- | ---- | ----- | ----- | ------- | ------- | ------- | ------- | ------- | ------- | -------------- | -------------- | -------------- | -------------- | -------------- | ------- |
| 2013  | NYJ  | 16    | 15    | 78      | 42      | 36      | 3.5     | 0       | 1       | –              | –              | 0.0            | –              | –              | 1       |
| 2014  | NYJ  | 16    | 16    | 67      | 42      | 25      | 8.0     | 1       | 1       | –              | –              | 0.0            | –              | –              | 1       |
| 2015  | NYJ  | 11    | 11    | 35      | 20      | 15      | 5.0     | –       | 2       | –              | –              | 0.0            | –              | –              | 2       |
| 2016  | NYJ  | 15    | 14    | 62      | 38      | 24      | 1.5     | –       | 2       | –              | –              | 0.0            | –              | –              | 1       |
| 2017  | SEA  | 15    | 15    | 44      | 27      | 17      | 1.0     | –       | 1       | 1              | 5              | 5.0            | 5              | 0              | 1       |
| 2018  | MIN  | 1     | 1     | 6       | 4       | 2       | 0.5     | –       | 0       | –              | –              | 0.0            | –              | –              | 0       |
| Total | 74   | 72    | 292   | 173     | 119     | 19.5    | 1       | 7       | 1       | 5              | –              | 5              | 0              | 6              |         |

### Prêmios e destaques
- Pro Bowl (2014)
- Novato Defensivo do Ano pela AP (2013)
- Novato Defensivo do Mês da NFL (novembro de 2013)
- Time dos Novatos da NFL pela PFWA (2013)
- Time dos Novatos pela Pro Football Focus (2013)

## Vida pessoal
Em 14 de julho de 2015, menos de duas semanas depois de receber sua suspensão por falhar na política de abuso de drogas da liga, Richardson foi preso em St. Charles County, Missouri e foi acusado de resistir a detenção. Ele foi pego diriginto a 140 quilômetros por hora antes de tentar fugir das autoridades perseguindo-o. Dois outros homens e um menino de 12 anos foram encontrados no carro, todos cheirando a maconha. Uma pistola carregada foi encontrada sob o banco do motorista. Ele não foi acusado porque, segundo o promotor, não havia provas suficientes para um caso que estava além de uma dúvida razoável. Não houve acusação de porte de armas pois porte de arma é permitido em Missouri.
Em 26 de janeiro de 2016, ele foi considerado culpado de dirigir imprudentemente e resistir à prisão. Ele foi multado em US $ 1.050, recebeu dois anos de liberdade vigiada e recebeu uma ordem de 100 horas de serviço comunitário.